# Heliophanus uvirensis
Heliophanus uvirensis là một loài nhện trong họ Salticidae.
Loài này thuộc chi Heliophanus. Heliophanus uvirensis được Wanda Wesołowska miêu tả năm 1986.